# Edgar Marcelino
Edgar Carvalho Figueira Marcelino (Coimbra, 10 september 1984) is een Portugees voetballer die bij voorkeur als middenvelder speelt.

## Erelijst

### MetAPOP Kinyras
| Competitie                | Winnaar | Winnaar | Runner-up | Runner-up |
| Competitie                | Aantal  | Jaren   | Aantal    | Jaren     |
| ------------------------- | ------- | ------- | --------- | --------- |
| Nationaal                 |         |         |           |           |
| Cypriotische voetbalbeker | 1x      | 2009    |           |           |